# 에린 도허티
에린 도허티(Erin Doherty, 1992년 7월 16일 ~ )는 잉글랜드의 배우이다. 넷플릭스 드라마 《더 크라운》 시즌 3,4의 프린세스 로열 앤 역으로 잘 알려져있다.